# Aphorism
Aphorism (アホリズム, Ahorizumu), parfois appelé Ahorism, est un shōnen manga scénarisé et dessiné par Kujo Karuna. Il est prépublié au Japon entre 2008 et 2009 dans le magazine Monthly Gangan Wing, et entre avril 2009 et janvier 2016 dans le magazine Gangan Online,. La série comporte 14 tomes. Une adaptation française est éditée par Pika Édition depuis le 3 juin 2015.
Le titre Aphorism fait référence aux aphorismes qui sont des sentences énoncées en peu de mots, qui font elles-mêmes référence au système de combat du manga.

## Histoire
Au Japon, il existe un établissement scolaire prestigieux, le lycée Naraka. Il est dit que tous les lauréats de ce lycée sont promis à un avenir radieux, atteignant les haut-rangs de la société dès leur sortie. La seule condition pour y entrer est de pouvoir distinguer une île flottant haut dans les cieux. Momiji, un étudiant petit et moyen, décide de s'inscrire au programme de cette école, dans l'espoir d'accéder à une vie meilleure.
Malheureusement, Momiji subit très vite la réalité de l'école et se voit obligé de faire face à l'éclipse divine, une épreuve qui gangrène atrocement la réalité où seuls les plus déterminés et les plus combatifs pourront s’en sortir.

## Personnages
Momiji Rokudô (六道黄葉)
Le personnage principal de l'œuvre. Il cherche à s'endurcir et n'est pas très confiant. Il fait preuve d'une forte capacité réflexive.
Aira Hirakasa (比良坂アイラ)
Elle est le second personnage apparaissant dans le manga. Elle est une amie proche de Momiji et fait preuve de plus de réactivité que ce dernier.
Sanjûrô Hinata (日向三十郎)
Il est dans la même classe que Momiji et Aira. Il est voisin de chambre et ami avec Momiji. Hinata est aussi le petit frère du Directeur de l'école.
Noa Shinohara
Elle est une amie de collège d'Hinata et de Mino. Elle est la voisine de chambre d'Aira et est dans la classe 2.
Yoshitoshi Mino
Il est un ami d'enfance d'Hinata, ainsi que de Noa, bien qu'il n'ai connu cette dernière qu'au collège. Il fait partie de la classe 3.
Shin Hakamada
D'abord considéré comme une brute par certains de ses camarades, il deviendra l'allié de Momiji et son groupe, se révélant être une bonne personne. Il est       dans la même classe que ces derniers.

Yama
Il s'agît du Directeur de l'école. Avant la création de l'école il était le professeur de Krishna.
Krishna
Il est le disciple de Yama, il éprouve beaucoup de respect pour ce dernier et pour Momiji.
Izuru Tomonoga
C'est un des antagonistes du manga, il intègre l'école pour venger son frère aîné qui est mort.

## Liste des chapitres
| no | Japonais          | Japonais          | Français         | Français          |
| no | Date de sortie    | ISBN              | Date de sortie   | ISBN              |
| --- | ----------------- | ----------------- | ---------------- | ----------------- |
| 1 | 27 octobre 2008   | 978-4-7575-2416-3 | 3 juin 2015      | 978-2-8116-1924-4 |
| Liste des chapitres : - Chapitre 1 : Préambule - Chapitre 2 : Lancement - Chapitre 3 : Nuages |                   |                   |                  |                   |
| 2 | 27 février 2009   | 978-4-7575-2503-0 | 3 juin 2015      | 978-2-8116-1925-1 |
| Liste des chapitres : - Chapitre 4 : Blanc - Chapitre 5 : Noir - Chapitre 5 : Le banquet (histoire spéciale) - Chapitre 6 : Eau                                                                                      |                   |                   |                  |                   |
| 3 | 22 mai 2009       | 978-4-7575-2567-2 | 9 septembre 2015 | 978-2-8116-1926-8 |
| Liste des chapitres : - Chapitre 7 : Flammes - Chapitre 8 : Vol - Chapitre 9 : Izuru - Chapitre 10 : Disparition |                   |                   |                  |                   |
| 4 | 22 octobre 2009   | 978-4-7575-2698-3 | 7 octobre 2015   | 978-2-8116-1927-5 |
| Liste des chapitres : - Chapitre 11 : Vengeance - Chapitre 12 : Contact - Chapitre 12 : Satoshi Tomonaga (histoire spéciale) - Chapitre 13 : Menace - Chapitre 14 : Katana                                           |                   |                   |                  |                   |
| 5 | 20 mars 2010      | 978-4-7575-2822-2 | 2 décembre 2015  | 978-2-8116-1928-2 |
| Liste des chapitres : - Chapitre 15 : Esprit - Chapitre 16 : Rencontre - Chapitre 17 : Rêve - Chapitre 18 : Retour de bâton                                                                                          |                   |                   |                  |                   |
| 6 | 22 septembre 2010 | 978-4-7575-2994-6 | 3 février 2016   | 978-2-8116-1929-9 |
| Liste des chapitres : - Chapitre 19 : En eaux troubles - Chapitre 20 : Signes - Chapitre 21 : Malheur - Chapitre 22 : Responsabilité - Chapitre 23 : Scellé                                                          |                   |                   |                  |                   |
| 7 | 21 mai 2011       | 978-4-7575-3227-4 | 6 avril 2016     | 978-2-8116-1930-5 |
| Liste des chapitres : - Chapitre 24 : Chiens - Chapitre 25 : Le grand (Rokudô) - Chapitre 26 : Illusion - Chapitre 27 : Le vrai du faux - Chapitre 28 : Tromperie - Chapitre 29 : Ensemble - Chapitre 30 : Réflexion |                   |                   |                  |                   |
| 8 | 21 janvier 2012   | 978-4-7575-3442-1 | 1er juin 2016    | 978-2-8116-1931-2 |
| 9 | 22 septembre 2012 | 978-4-7575-3666-1 | 24 août 2016     | 978-2-8116-1932-9 |
| 10 | 22 mai 2013       | 978-4-7575-3965-5 | 12 octobre 2016  | 978-2-8116-1933-6 |
| 11 | 22 janvier 2014   | 978-4-7575-4132-0 | 30 novembre 2016 | 978-2-8116-1934-3 |
| 12 | 22 août 2014      | 978-4-7575-4390-4 | 1er février 2017 | 978-2-8116-3403-2 |
| 13 | 20 mars 2015      | 978-4-7575-4554-0 | 19 avril 2017    | 978-2-8116-3404-9 |
| 14 | 22 mars 2016      | 978-4-7575-4910-4 | -                |                   |